# Tela vermelha da morte

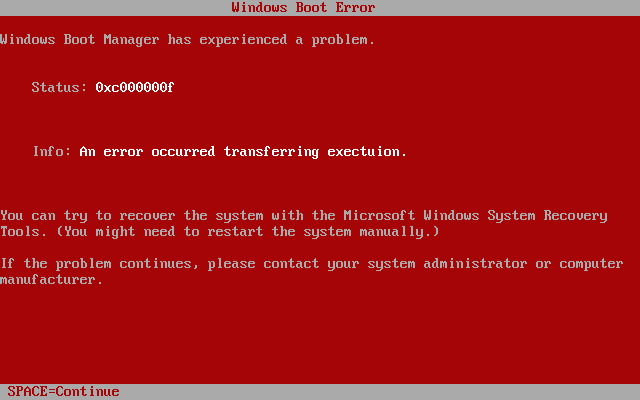
A RSOD no Windows Vista.

Red Screen of Death (Tela Vermelha da Morte, no Brasil, e Ecrã Vermelho da Morte, em Portugal, também conhecido pela abreviação RSoD) é uma tela ou ecrã de erro exibido em sistemas operacionais e consoles de videogame para erros muito graves. A tela é principalmente conhecida pelas suas aparições do Sistema operacional Windows Vista e 7.

## O motivo dos erros

### Windows Vista e 7
A tela é semelhante a Tela azul da morte, Mas é usada para erros muito mais graves, por exemplo, a tela é exibida quando é encontrado um erro de Boot no computador.

### Windows 98
A tela é exibida muito raramente na versão beta do Windows 98, para substituir a Tela azul da morte.

### PlayStation
No PlayStation a tela é exibida em alguns casos, quando é inserido um disco de outro console ou um disco cuja superfície de leitura está tão danificada que é impossível a sua leitura. A mensagem diz Please insert a proper PlayStation format disc (Por favor insira um disco de formato apropriado ao PlayStation), sob um fundo vermelho quadriculado.

### Atari Jaguar
O Atari Jaguar exibe a tela quando é inserido um cartucho com um software pirateado. É possível ouvir o áudio de uma onça rugindo e o fundo do sistema muda de cor preta para a cor vermelha.

### PlayStation 2
A tela é exibida no PlayStation 2, quando é inserido um disco de outra região no console de videogame. Também é exibida quando é inserido um disco pirata em consoles não-destravados, e quando o disco colocado não pode ser reconhecido, porque deve estar danificado.

### PlayStation Portable
No PlayStation Portable, a tela é exibida muito raramente. Apenas quando cartões flash0 são corrompidos. A tela aconselha o usuário a entrar em contato com a Sony Computer Entertainment.

### PlayStation 3
No PlayStation 3, quando há uma falha na memória NAND, sem solução ainda, a RSOD é exibida avisando o usuário a entrar em contato com a Sony Computer Entertainment e esse é o erro menos comum no console.

## Ver Também
- BSOD
- Defeito de software
- Glitch
- HTTP 404
- Tilt